# Егенс, Оярс
Оярс Егенс (латыш. Ojārs Jēgens; 9 декабря 1924, Рига — 19 июня 1993, Чикаго) — латышский поэт и художник.
Окончил Французский лицей в Риге, после чего был призван в Латышский легион. Принял участие в боях под Островом и Опочкой, был ранен и эвакуирован в Германию. В 1945—1964 гг. жил в Дании, после чего перебрался в Чикаго.
В датский период формировался как литератор под влиянием Валдемарса Дамбергса, на его становление как художника оказал влияние Никлавс Струнке. С 1947 г. публиковал стихи в латышской эмигрантской периодике, выступал также со статьями о скульптуре и изобразительном искусстве. В 1950 году принял участие в коллективном сборнике трёх латышских поэтов, вышедшем в Стокгольме, вместе с Дзинтарсом Содумсом и Велтой Сникере; откликаясь на книгу, Валдемарс Дамбергс выделил в стихах Егенса классическую сонетную форму в сочетании с романтическим настроением. . Главный художник латышского издательства Imanta в Копенгагене, среди прочего проиллюстрировал для него двенадцатитомное собрание «Латышские народные песни» (латыш. Latviešu tautas dziesmas), одновременно составил и выпустил со своими иллюстрациями сборники «Латышские народные песни о зверях» (1951), «Латышские народные песни о чертях» (1953) и «Латышские народные песни о сиротках» (1955).
В Чикаго занимался также издательской деятельностью, выпустив, среди прочего, не переиздававшееся с 1943 года стихотворение Александра Чака для детей «Папа солдат» (латыш. Tētis karavīrs). В 1968 году выпустил книгу стихов «Комментарии» (латыш. Komentāri). Переводил на латышский язык французскую поэзию и «Декамерон» Бокаччо. В 1973 году провёл мастерскую живописи в летней школе Латышского культурного центра «Долгое озеро» в Три-Риверс.